# ホワイトロック (競走馬)
ホワイトロック (Whitelock) は、19世紀初頭のイギリスの競走馬・種牡馬。競走成績も種牡馬成績も振るわず一介の二流馬に終わったが、産駒のブラックロックを通じ、2011年現在でも父系子孫が現存している。
ウィリアム・ガーフォースによる生産。馬名の由来は尻尾に白い毛が混じっていたことから名付けられた。競走馬としては1809-1810年の2年間走ったが、大きなレースや著名な馬に勝つことはなかった。ドルイドによれば「頭部は大きく不細工で、太った前脚を持った、うるさい種類の馬であった」という。種牡馬としても低調に終わり、気性の悪さで有名なブラックロックが唯一の活躍馬である。

## 血統

### 血統表
| ホワイトロックの血統（キングファーガス系（エクリプス系） / Eclipse3×4=18.75%、Herod4×3=18.75%、Matchem4×3=18.75%、Partner5×5=6.25%（母内）） | ホワイトロックの血統（キングファーガス系（エクリプス系） / Eclipse3×4=18.75%、Herod4×3=18.75%、Matchem4×3=18.75%、Partner5×5=6.25%（母内）） | ホワイトロックの血統（キングファーガス系（エクリプス系） / Eclipse3×4=18.75%、Herod4×3=18.75%、Matchem4×3=18.75%、Partner5×5=6.25%（母内）） | （血統表の出典）      | （血統表の出典） |
| 父 Hambletonian 1792 | 父の父King Fergus 1775 栗 | Eclipse 1764 栗 | Marske                | Marske           |
| 父 Hambletonian 1792 | 父の父King Fergus 1775 栗 | Eclipse 1764 栗 | Spilletta             |                  |
| 父 Hambletonian 1792 | 父の父King Fergus 1775 栗 | Creeping Polly 1756 栗 | Othello               | Othello          |
| 父 Hambletonian 1792 | 父の父King Fergus 1775 栗 | Creeping Polly 1756 栗 | Fanny                 |                  |
| 父 Hambletonian 1792 | 父の母Highflyer Mare 1782 | Highflyer 1774 鹿 | Herod                 | Herod            |
| 父 Hambletonian 1792 | 父の母Highflyer Mare 1782 | Highflyer 1774 鹿 | Rachel                |                  |
| 父 Hambletonian 1792 | 父の母Highflyer Mare 1782 | Monimia 1771 芦 | Matchem               | Matchem          |
| 父 Hambletonian 1792 | 父の母Highflyer Mare 1782 | Monimia 1771 芦 | Alcides Mare          |                  |
| 母 Rosalind F2-l 1788 栗 | 母の父Phoenomenon 1780 栗 | Herod 1758 鹿 | Tartar                | Tartar           |
| 母 Rosalind F2-l 1788 栗 | 母の父Phoenomenon 1780 栗 | Herod 1758 鹿 | Cypron                |                  |
| 母 Rosalind F2-l 1788 栗 | 母の父Phoenomenon 1780 栗 | Frenzy 1774 栗 | Eclipse               | Eclipse          |
| 母 Rosalind F2-l 1788 栗 | 母の父Phoenomenon 1780 栗 | Frenzy 1774 栗 | Engineer Mare         |                  |
| 母 Rosalind F2-l 1788 栗 | 母の母Atalanta F2-c 1769 栗 | Matchem 1748 鹿 | Cade                  | Cade             |
| 母 Rosalind F2-l 1788 栗 | 母の母Atalanta F2-c 1769 栗 | Matchem 1748 鹿 | Partner Mare          |                  |
| 母 Rosalind F2-l 1788 栗 | 母の母Atalanta F2-c 1769 栗 | Lass of the Mill 1756 | Oroonoko              | Oroonoko         |
| 母 Rosalind F2-l 1788 栗 | 母の母Atalanta F2-c 1769 栗 | Lass of the Mill 1756 | Traveller Mare F-No.2 |                  |

### ホワイトロックの父に関する疑惑
2017年になってセントサイモン系のY染色体ハプロタイプがヘロド系と一致することが指摘された。セントサイモンの父系には2ヶ所疑惑があり、そのうちの1つとして、セントサイモンの6代前にあたるホワイトロックの父はハンブルトニアンではなく、実際にはデルピニ（ハイフライヤー産駒）が正しいというものがある。これが事実だとするとホワイトロックおよびその子孫はエクリプス系ではなくヘロド系ということになる。